# Membres de l'Ordre national du Québec, par ordre alphabétique J
L'article contient une liste des membres de l'Ordre national du Québec. En 2011, il y a 810 personnes en tout qui font partie de cet ordre.
| \| Listes des membres de l'Ordre national du Québec \|            |
| A B C D E F G H I J K L M N O P Q R S T U V W X Y Z Non canadiens |
| Listes des membres de l'Ordre national du Québec                  |

| Nom                     | Grade          | Année | Occupation                                                                    |
| Edith Jacobson Low-Beer | Officière      | 2007  | femme d’affaires active dans le milieu sociocommunautaire                     |
| Stephen A. Jarislowsky  | Chevalier      | 2002  | gestionnaire de caisses de retraite                                           |
| Stephen A. Jarislowsky  | Grand officier | 2007  | gestionnaire de caisses de retraite                                           |
| Herbert H. Jasper       | Grand officier | 1996  | neurobiologiste                                                               |
| Alain Jean-Bart         | Chevalier      | 1992  | commissaire à la Commission de protection des droits de la jeunesse du Québec |
| Pierre-Jean Jeanniot    | Chevalier      | 2002  | administrateur                                                                |
| Gloria Jeliu            | Chevalière     | 2008  | clinicienne et chercheuse                                                     |
| Otto Joachim            | Chevalier      | 1993  | violoniste                                                                    |
| Walter Joachim          | Chevalier      | 1992  | soliste, chambriste et professeur de musique                                  |
| Marcel Jobin            | Chevalier      | 1991  | marcheur athlétique                                                           |
| Emmett Johns            | Grand officier | 2003  | intervenant social auprès des jeunes de la rue                                |
| Daniel Johnson          | Grand officier | 2008  | premier ministre                                                              |
| Pierre-Marc Johnson     | Grand officier | 2008  | premier ministre                                                              |
| Roland-Benoît Jomphe    | Chevalier      | 1987  | poète                                                                         |
| John Joseph Jonas       | Chevalier      | 2000  | professeur de génie                                                           |
| Oliver Jones            | Chevalier      | 1994  | musicien de jazz                                                              |
| Serge Joyal             | Officier       | 2004  | mécène et politicien                                                          |
| Chantal Juillet         | Chevalière     | 2005  | violoniste                                                                    |
| Pauline Julien          | Chevalière     | 1997  | auteur, compositeure et interprète                                            |
| Pierre-André Julien     | Chevalier      | 2006  | économiste                                                                    |
| Marcel Junius           | Chevalier      | 2007  | architecte, urbaniste                                                         |